# 木曜スペシャル
『木曜スペシャル』（もくようスペシャル）は、1973年4月5日から1994年3月31日まで日本テレビ系列局が編成していた単発特別番組枠である。
本項では、2014年4月3日から2015年9月24日までBS日テレが編成していた同名の単発特番枠についても触れる。

## 概説
- 1973年4月、読売ジャイアンツ戦ナイター中継の対応枠として誕生。当時は20:00 - 20:55（日本標準時）の放送だった。
- 同年10月より19:30 - 20:54に拡大（1975年9月までは19:30 - 20:55）。1974年3月7日にはユリ・ゲラーの特番を放送。スプーン曲げなどで視聴者を驚かせ、社会現象となった。なお担当ディレクターの矢追純一は、その後も『UFOシリーズ』や、謎の動物「オリバー君」を扱った番組を担当した。
- 初年の1973年には、TBS以外の在京キー局が制作放送権を持ち回りする『日本歌謡大賞』の第4回を中継放送、その後も4回放送した。また1975年から日本テレビが制作する歌謡祭『日本テレビ音楽祭』も開始、1987年までこの枠で放送した。
- 1973年には、同年に同局の『火曜スペシャル』で放送された初代引田天功主催の脱出イリュージョン『引田天功 大脱出シリーズ』を本番組が引き継いで放送[注 1]、また1974年には、同じく『火曜スペシャル』で放送後、『ビックリ決定版!!』のワンコーナーで「びっくりカメラ」として放送された『どっきりカメラ』を本番組で継続、当時は単に『どっきりカメラ』というタイトルだったが、1976年より他局でも『スターどっきり㊙報告』[注 2]（フジテレビ系列）や『いたずらカメラだ!大成功』（NET→テレビ朝日系列）といった類似番組が増えたため、同年6月17日放送分をもって『元祖どっきりカメラ』と改題した[1]。
- 1977年10月20日、日本テレビ開局25周年記念番組として『史上最大!アメリカ横断ウルトラクイズ』を放送。日本テレビの看板番組となり、以後1992年（第16回）まで毎年続いた。
- 1985年10月には19:00 - 20:54に拡大したが、1988年4月には『追跡』の開始に伴い、19:30 - 20:54に再び縮小された。ただし『アメリカ横断ウルトラクイズ』や番組改編期（3月中旬から4月上旬、9月中旬から10月上旬）と年末年始には、一部『追跡』を休止して19時から放送した場合もあった。1989年の『史上最大!第13回アメリカ横断ウルトラクイズ』最終週には大激戦の模様を放送するため、急遽19時からの放送となった。その後は第14回（1990年）から第16回までは、第1週のみ『追跡』を休止して2時間枠で放送した。
  - なお第1次90分枠時代（1973年10月 - 1985年9月）にも、19時番組（『驚異の世界・ノンフィクションアワー』→アニメ路線）を休止して2時間枠で放送する事があり、放送枠が19:00 - 20:54に拡大された1980年以降のナイター中継を始め、『日本歌謡大賞』や『日本テレビ音楽祭』の本戦中継も2時間枠で放送した（双方のノミネート選考会中継は当初通常枠だが、後に2時間枠に変更）。
- 1993年4月に番組タイトルロゴを一新。次回予告の後に近々放送予定のラインナップを紹介する「木スペNEWS」が設けられた。
- 1994年3月31日放送の『今夜復活・紅白歌のベストテン』を最後に土曜夜のバラエティ番組との枠交換で終了。特別番組枠は土曜日（『スーパースペシャル』）に移った。なお、放送ライブラリーで全放送回のうち19本視聴できる。
- 2007年4月12日に『モクスペ』（19:00 - 20:54）が放送開始し、13年ぶりに木曜日の「スペシャル枠」が復活した。しかし2009年春に平日19時台のバラエティ番組『サプライズ』が放送開始する関係で、本枠は3月で終了。金曜に放送されていた『ぐるぐるナインティナイン』が木曜20時台へ移動した。
- 2014年4月3日に、日本テレビ系列では20年ぶりとなる『木曜スペシャル』のタイトルがBS日テレで復活。ナビゲーターには福澤朗を起用。2015年9月24日まで放送された。全37回。

### その他
- 歴代視聴率トップは、ガッツ石松のWBC世界ライト級タイトルマッチプロボクシング中継である。
- 日本テレビ制作番組だけではなく、よみうりテレビ制作の『鳥人間コンテスト選手権大会』や『全日本有線放送大賞』（後の『ベストヒット歌謡祭』）なども放送されていた。
- 1970年2月から3月にかけて、フジテレビでも同じタイトルの『木曜スペシャル』が、前番組『黄金のスパイ作戦』終了後のつなぎ番組として放送されていた（枠は20:00 - 21:26）。
- 1994年1月2日の放送は、『新春超大型特別企画』として、18:30 - 20:54までの拡大版で放送した（内容は『大爆笑!ハプニングマル秘（正確には◯の中に「秘」が入る）NG大賞』）[2]

## ネット局

### 地上波時代
| 対象対象地域   | 放送局           | 放送当時の系列                               | 備考                                                                                      |
| -------------- | ---------------- | -------------------------------------------- | ----------------------------------------------------------------------------------------- |
| 関東広域圏     | 日本テレビ       | 日本テレビ系列                               | 制作局                                                                                    |
| 北海道         | 札幌テレビ       | 日本テレビ系列                               |                                                                                           |
| 青森県         | 青森放送         | 日本テレビ系列                               | 1975年3月から1991年9月までテレビ朝日系列とクロスネット                                    |
| 岩手県         | テレビ岩手       | 日本テレビ系列                               | 1980年3月までテレビ朝日系列とクロスネット                                                 |
| 宮城県         | ミヤギテレビ     | 日本テレビ系列                               | 1975年9月までテレビ朝日系列とクロスネット                                                 |
| 秋田県         | 秋田放送         | 日本テレビ系列                               |                                                                                           |
| 山形県         | 山形放送         | 日本テレビ系列                               | 1980年4月から1993年3月までテレビ朝日系列とクロスネット                                    |
| 福島県         | 福島中央テレビ   | 日本テレビ系列                               | 1981年9月までテレビ朝日系列とクロスネット                                                 |
| 山梨県         | 山梨放送         | 日本テレビ系列                               |                                                                                           |
| 長野県         | 長野放送         | フジテレビ系列                               | 一部作品を時差ネット                                                                      |
| 長野県         | 信越放送         | TBS系列                                      | 一部作品を時差ネット                                                                      |
| 長野県         | テレビ信州       | 日本テレビ系列                               | 1991年3月までテレビ朝日系列とクロスネット 1980年10月開局から                              |
| 新潟県         | 新潟総合テレビ   | フジテレビ系列 日本テレビ系列 テレビ朝日系列 | 1981年3月まで 一部作品を時差ネット                                                        |
| 新潟県         | テレビ新潟       | 日本テレビ系列                               | 1981年3月25日のサービス放送開始時から                                                     |
| 静岡県         | 静岡放送         | TBS系列                                      | 一部作品を時差ネット                                                                      |
| 静岡県         | 静岡県民放送     | テレビ朝日系列 日本テレビ系列                | 1978年7月開局から1979年6月まで                                                            |
| 静岡県         | 静岡第一テレビ   | 日本テレビ系列                               | 1979年7月開局から                                                                         |
| 富山県         | 北日本放送       | 日本テレビ系列                               |                                                                                           |
| 石川県         | 北陸放送         | TBS系列                                      | 一部作品を週末に時差ネット                                                                |
| 石川県         | 石川テレビ       | フジテレビ系列                               | 一部作品を週末に時差ネット                                                                |
| 石川県         | テレビ金沢       | 日本テレビ系列                               | 1990年4月開局から                                                                         |
| 福井県         | 福井放送         | 日本テレビ系列 テレビ朝日系列                | 1989年3月まで日本テレビ系列単独加盟局                                                     |
| 中京広域圏     | 中京テレビ       | 日本テレビ系列                               |                                                                                           |
| 近畿広域圏     | 読売テレビ       | 日本テレビ系列                               | 一部番組の制作局                                                                          |
| 鳥取県・島根県 | 日本海テレビ     | 日本テレビ系列                               |                                                                                           |
| 広島県         | 広島ホームテレビ | テレビ朝日系列                               | 1975年9月まで                                                                             |
| 広島県         | 広島テレビ       | 日本テレビ系列                               | 1975年10月から                                                                            |
| 山口県         | 山口放送         | 日本テレビ系列                               | 1993年9月までテレビ朝日系列とクロスネット                                                 |
| 徳島県         | 四国放送         | 日本テレビ系列                               |                                                                                           |
| 香川県・岡山県 | 西日本放送       | 日本テレビ系列                               | 1983年3月まで放送対象地域は香川県のみ                                                     |
| 愛媛県         | 南海放送         | 日本テレビ系列                               | 1984年10月から同時ネット                                                                  |
| 高知県         | 高知放送         | 日本テレビ系列                               |                                                                                           |
| 福岡県         | 福岡放送         | 日本テレビ系列                               |                                                                                           |
| 長崎県         | 長崎国際テレビ   | 日本テレビ系列                               | 1991年4月開局から                                                                         |
| 熊本県         | 熊本県民テレビ   | 日本テレビ系列                               | 1982年4月開局から                                                                         |
| 大分県         | テレビ大分       | 日本テレビ系列 フジテレビ系列                | 1993年9月までテレビ朝日系列とクロスネット 1985年10月から1993年9月まで同時ネット           |
| 宮崎県         | テレビ宮崎       | フジテレビ系列 日本テレビ系列 テレビ朝日系列 | 一部作品を時差ネット                                                                      |
| 鹿児島県       | 南日本放送       | TBS系列                                      | 1980年代前半に一部作品を時差ネット                                                        |
| 鹿児島県       | 鹿児島テレビ     | フジテレビ系列 日本テレビ系列                | 1982年9月までテレビ朝日系列とクロスネット 1992年3月まで一部作品を時差ネット               |
| 鹿児島県       | 鹿児島読売テレビ | 日本テレビ系列                               | サービス放送中の1994年3月31日に最終回（今夜復活・紅白歌のベストテン）を同時ネットで放送。 |
| 沖縄県         | 琉球放送         | TBS系列                                      | 1984年4月から1986年9月まで                                                                |
| 沖縄県         | 沖縄テレビ       | フジテレビ系列                               | 一部作品を時差ネット                                                                      |

- キー局の日本テレビや一部系列局では土曜日のお昼（関東では正午に放送していた『やじうま寄席』→『お笑いスター誕生!!』→『傑作サスペンス劇場』の後の時間帯）に再放送枠として『ビッグサタデー』を設けていたが、多くの番組は『木曜スペシャル』の再放送だった。

## 放送された主な番組
- 木曜ナイター（プロ野球中継）（主に後楽園球場→東京ドームを中心に地方開催分を含む巨人主催試合だが、阪神甲子園球場での阪神×巨人戦も読売テレビ制作で、1976年からは広島市民球場での広島×巨人戦も広島テレビ・日本テレビ共同制作で放送[注 18]。放送枠は1973年のみ20:00 - 21:25、1974年 - 1979年は19:30 - 20:55→20:54、1980年以降は19:00 - 20:54。この場合、19:30には飛び乗り局のために飛び乗りポイントがあり、当番組分のスポンサークレジットもここで放送していた。なお地方球場[注 19]のデーゲーム録画中継の際は、90分枠時代は一貫して19:30 - 20:54で放送していた。）
  - ドリフターズですよ!特訓特訓また特訓（1974年5月9日。当日予定されていた「阪神×巨人」戦が雨天中止になったため、雨傘番組として編成されていたこの映画を放送）
  - ドリフターズですよ!前進前進また前進（1974年7月18日。『特訓特訓また特訓』に代わって雨傘番組に編成され、当日予定の「巨人×中日」戦の中止に伴い放送）
- 王座決定!!スターものまね選手権（第1回放送）
- コント55号のウルトラ爆笑劇場!!（1973年9月27日放送。1時間枠最終回）
- 神秘の魔術師!神か悪魔か マーク・ウィルソン（1973年10月4日放送。第1次90分枠初回。当時の世界的マジシャン・マーク・ウィルソンが出演）
- ドリフターズ、懐メロ決定版?!(73年10月25日放送)
- 春のおもしろテレビドリフ・クレージー大集合!(1987年4月7日放送、徳光司会)
- 日本歌謡大賞（1973年、1977年、1981年、1985年、1990年）
- どっきりカメラ→元祖どっきりカメラ（木曜日が初めて元日に当たった1976年1月1日や、2時間枠初回の1985年10月3日と同最終回の1988年3月31日にも放送された）
- 引田天功脱出シリーズ
  - 追悼!スーパースター引田天功 甦る脱出25年（1980年1月24日。前年大晦日（1979年12月31日）に死去した初代引田天功の追悼番組。本枠ほかで放送された天功の脱出イリュージョンを振り返る）
- 大混線!!'73今年の重大ニュース（1973年12月20日。1973年に起きた事件や世相を風刺したコントバラエティで、初の年末バラエティ）
- おめでとう金婚式（1974年1月24日。昭和天皇と香淳皇后の結婚50周年を記念して放送。ナレーターは三國一朗）
- 親バカ子バカ（1974年3月21日。藤山寛美の「芸術選奨文部大臣賞」受賞を記念して、かつて同局系列の読売テレビが制作した藤山主演の同名ドラマを、松竹新喜劇でリメイク）
- 爆笑!4の字!激突!ザ・デストロイヤー物語（1974年6月20日。同局の『金曜10時!うわさのチャンネル!!』で人気者になったザ・デストロイヤーの特集。番組では『うわさのチャンネル』で共演している和田アキ子・せんだみつお・あのねのね・マギー・ミネンコらも出演、「ゴッド姉ちゃんコント」を披露した。なお和田ら「ゴッド姉ちゃん軍団」は、同年2月14日に同枠で放送された『スターものまね選手権』にも応援出演するなど、この時期の日本テレビバラエティに度々出演していた）
- 緊急特集!さよならミスタージャイアンツ（1974年10月17日。3日前に行われた長嶋茂雄現役引退試合「巨人×中日」を始め、長嶋の今までの活躍を振り返る。司会は大橋巨泉。出演者は巨人軍から監督辞任直後の川上哲治と王貞治、野球界からはかつて長嶋のデビュー試合に登板し、当時はロッテオリオンズの監督だった金田正一と、かつて阪神タイガースで長嶋と何度も戦った村山実。芸能界からは石原裕次郎・司葉子・西城秀樹・天地真理と、当時子役の斎藤こず恵。翌10月24日には長嶋の過去を振り返るドキュメンタリー『巨人軍・長島茂雄』も放送し、2週連続して長嶋物が放送、また同年12月26日には同枠で『巨人軍40年史』も放送、長嶋の引退も再び取り上げられた）
- スター誕生!シリーズ
  - 実録!スター誕生1974（1974年11月14日）
  - 青春讃歌…スター誕生!物語（1994年3月10日。前年の1993年に番組終了10周年を記念して開催され、同年大晦日に放送の『スーパー電波バザール 年越しジャンボ同窓会』内で放送された、「スター誕生!同窓会」の模様を中心に、『スタ誕』の過去を振り返る。なおこの2シリーズ作品は、2011年に発売された「スタ誕」DVD-BOXに収録された）
- 緊急独占特集!さよなら小野田寛郎元少尉（1975年2月6日。前年ルバング島から帰国するも、ブラジルに移住する事になった小野田寛郎を特集）
- 型破りスポーツ選手権（1975年2月20日・同年5月8日・1976年2月19日。世界各国で行われている様々なスポーツ大会を特集。ナレーターは福留功男(当時：日本テレビアナウンサー)）
- 輝け!日本○○大賞シリーズ
  - 輝け!日本おてんば大賞（1975年10月23日・1976年10月28日。女性歌手が揃っての公開ゲーム合戦。司会：土居まさる）
  - 輝け!日本わんぱく大賞（1976年3月11日・1979年4月12日。『おてんば大賞』の男性歌手版で、男性歌手が出演）
  - 輝け!日本なかよし大賞（1976年11月18日。司会：堺正章）
- 神秘と謎の大マジック・世界の奇術師大行進（1975年10月30日・1976年1月30日・1976年3月25日・1976年9月30日・1977年2月24日・1977年6月2日(雨傘番組だったがプロ野球中継中止で編成)）
- 西城秀樹・日本縦断 -20才の絶唱-（1975年9月27日。西城秀樹が日本各地で行ったコンサートの模様を放送。同年10月10日には同番組を『ブロウアップ ヒデキ』のタイトルで映画化、松竹系で公開された）
- 輝け!五郎・マペット ゲバゲバ90分!（1976年4月29日。日本の歌手：野口五郎と、アメリカの操り人形「マペット」による「ゲバゲバ」特別版）
- 謎の怪奇人間オリバー!（1976年7月22日）
- これが航空母艦エンタープライズだ!!（1976年8月5日。アメリカの巨大原子力空母「エンタープライズ」を紹介するドキュメンタリー）
- 打て!756号!!王選手世界記録への挑戦（1977年3月24日。この年巨人の王貞治選手が、ハンク・アーロンの持つ本塁打世界記録755本にあと40本と迫ったための企画。王の過去の本塁打場面を放送）
  - おめでとう!王貞治ついに出た 世紀の一打 756号までの全記録（1977年9月8日。同年9月3日に念願の756本を達成しての記念番組）
- 三人娘 涙の卒業式（1977年3月31日。同年3月27日に日本武道館で行われた「花の高3トリオ」卒業式の模様を録画放送。同年11月26日には同番組を『昌子・淳子・百恵 涙の卒業式〜出発〜』のタイトルで映画化、東宝系で公開された）
- アメリカ横断ウルトラクイズ（1977年 - 1992年[注 20]）
- 石原プロモーション関連作品
  - ADMIRAL'S CUP ‐1977‐ 裕次郎は燃えた!（1977年9月22日）
  - ペンタゴン 米ソ軍事戦略の全貌（1978年6月8日。石原裕次郎製作指揮によるドキュメンタリー）
  - 独占企画!石原軍団INハワイ（1986年）
- 今世紀最大!!型破り実況中継（1977年12月29日。『トラック野郎』人気に便乗したトラックカーレース。北は北海道の有珠山、南は鹿児島県の桜島から一般参加者によるトラックが出発、東京都は新宿西口の超高層ビル街目指してレースを行う。参加者は乾パンなどの食料や、有料道路通行のための金5000円を持参。そして優勝者はビル街に特設されたリングで、ジャイアント馬場とジャンボ鶴田によるプロレス技を受けられるというオチ。司会は『トラック野郎』で「やもめのジョナサン」を演じた愛川欽也。なお2023年3月19日にNHK総合テレビで放送された、NHK・日本テレビ開局70周年記念特番『テレビは、○○だ』で取り上げられた）
- 輝け!!クイズ日本一（1978年3月16日。様々なクイズ番組への出場者が集まってのクイズ大会で、『クイズ実力日本一決定戦』の前身にあたる。司会：土居まさる、石川牧子(当時：日本テレビアナウンサー)）
- 7万人大集合!完全独占中継!ピンクレディー真夏のジャンピングフェスティバル!!（1978年7月27日。同年7月23日に後楽園球場で行われたコンサート「ピンクレディー真夏のジャンピングフェスティバル」を録画中継）
- 力道山からピンク・レディーまで テレビ25年総集編（1978年10月5日。開局25周年記念番組。司会は徳光和夫(当時：日本テレビアナウンサー)と福留功男。なお翌1979年1月1日にも別枠で再編集版を放送）
- みなさんありがとう!こんなに集まりました。きっと誰かが幸せになれます。24時間テレビ ありがとう番組（1978年11月2日。この年第1回が放送された「24時間テレビ 「愛は地球を救う」』の募金総額の報告番組）[4]
- 年忘れ!爆笑公演!笑いの大旋風!雲の上団五郎一座（1978年12月28日。名作『雲の上団五郎一座』のリメイク放送）
- プロボクシング中継
- あの"ベルばら"が映画になった!ベルサイユのばら テレビ大試写会（1979年2月22日。映画版『ベルサイユのばら』の試写会を日比谷劇場から生放送。司会は水前寺清子と福留功男）
- 13万4156個 ドミノ倒し世界新記録樹立!（1979年6月7日。当番組初の「ドミノ倒し」番組）
- 阪神×巨人OB戦（1979年11月29日）
- 米倉斉加年のにっぽんこわいはなし・小泉八雲の怪談より（1979年12月20日）
- 発表! 輝け!! 80重大ニュース大賞（1980年12月25日。前年『土曜スペシャル』で放送された『爆笑! 激笑!! 今年の笑いおさめだ79重大ニュース』の後継で、引き続き赤塚不二夫が監修&出演、メイン出演はタモリ）
- ギャグゲリラ82 明るい日本! 重大ニュース（1982年12月23日。『80重大ニュース大賞』以来2年振りの放送で、シリーズ最後）
- 世界珍人・奇人グランプリ → 世界ビックリ大賞（タイトル変更）
- 日本テレビ音楽祭 （1975年 - 1987年。本戦中継は一貫して19:00開始。これに対し1984年まで行われた「ノミネート選考会」は、1980年まで19:30開始だが、1981年以降は本戦同様19:00開始。1988年は『日本歌謡大賞』同様、昭和天皇の病状悪化に伴う自粛ムードのため非開催。1989年と最終開催の1990年は月曜19:00放送に変更）
- これが決定版!爆笑!プロ野球珍プレー好プレー（毎年7月と年末に放送）
- 矢追純一UFOシリーズ
  - 第三の選択（1982年1月21日。イギリスの科学フィクション番組を放送。司会：小林完吾(当時日本テレビアナウンサー)、ナレーター：矢島正明。なお矢追は脚本・構成・演出を担当）
- ピラミッド再現計画　古代エジプト人はどうやってピラミッドを建設したのか？（1978年5月18日と25日に放送、吉村作治がプロジェクトに参加して現地で指揮を取る）
- トムとジェリー大行進（1980年 - 1981年）
- マジックのタネ教えます（1982年11月25日。『トリックハンター』の原点）
- ひなまつりアニメファンタジー!宇宙の果てまで冒険旅行 ロマンチック銀河ツアーへの御招待（1983年3月3日。円谷プロダクション制作による特撮を交えたスペシャルアニメ。アニメパートのキャラクター原案は漫画家・黒鉄ヒロシ。声の出演：西山浩司、比企理恵、ジェリー藤尾、藤尾友子（現：渡辺）ほか）
- 人工衛星クイズ（1984年3月22日、3月29日）
- 日本アカデミー賞授賞式（1978年、1981年 - 1988年、1994年）
- 決定版!スターが挑戦!!びっくり日本新記録（1985年3月21日。読売テレビ制作。1983年4月9日放送分以来2年ぶりの放送で、唯一の本枠放送。しかし同年10月6日をもってレギュラー版『びっくり日本新記録』が終了したため、これがシリーズ最後の放送となった）
- 27億円強奪!オレは世界一の大列車強盗だ!!（1985年3月7日、1963年8月8日にイギリスで起こった大列車強盗事件で逮捕され、2年後に脱獄し世界中を逃げ回ったロナルド・ビッグズの生放送ドキュメンタリー。番組ではビッグスズを追っていたイギリスの私服警官・ジャック・スリッパーがゲスト出演、セットがほとんどないスタジオの中、衛星中継でブラジルにいるビッグズと会話をした。司会とナレーターは福留功男）[5][6]
- シャボン玉ホリデー（1986年3月6日、ハナ肇とクレージーキャッツ結成30周年記念および『シャボン玉ホリデー』開始25周年記念番組。現存する映像と、かつての台本を元にした再現コントで構成）
- 輝け!オールスターさよなら大賞（1991年3月21日。「別れ」をテーマにした番組で、「バラエティ番組などの最終回」・「アニメ最終回」・「ドラマ最終回」・「芸能人の引退や解散」・「スポーツ選手の引退」などで構成。司会は福留功男と榊原郁恵。ゲストは堺正章・相原勇・長嶋茂雄ほか。またOP・EDテーマは東京少年少女合唱隊による『涙くんさよなら』）
- 巨泉のこんなモノいらない!?'91（1991年5月23日。かつて日曜21:00で放送された『巨泉のこんなモノいらない!?』のリバイバル版。テーマは「ノストラダムスの大予言」）
- 20周年特集
  - 栄光の背番号3 長島茂雄の一番長い日（1992年3月12日。長嶋の現役引退となる1974年10月14日が舞台。長嶋役は渡辺裕之。ナレーターは徳光和夫）
  - ズームイン・ザ・ワールド（1992年3月19日。パリ・シンガポール・オーストラリア・ニューヨーク・東京を中継で結んだクイズ）
  - 超能力生放送・謎に冒険にロマンに20年（1992年3月26日。「ユリ・ゲラーシリーズ」「矢追純一UFOシリーズ」「ピラミッド再現計画」などを放送）
  - 驚異と爆笑の決定版 初公開・世界の超能力から日光猿軍団まで…全部見せますTV史（1992年4月2日。『ウルトラクイズ』『引田天功脱出シリーズ』『元祖どっきりカメラ』『五郎・マペットゲバゲバ90分』『わんぱく大賞』などを放送。『ウルトラクイズ』では前年の第15回の第1問まで海外レポーターを担当した番組の顔・福留功男が出演、過去を振り返ったり、同年放送の第16回の第1問を予想したりした）
- Mr.マリック超魔術シリーズ第1弾 - 第8弾（1989年 - 1992年）
- 欽ちゃんの爆笑仮装コンテスト!全日本仮装大賞（第4回、第18 - 22回、第36回、第39 - 40回。現在は単発特番枠で放送）
  - 欽ちゃんの爆笑仮装大賞スペシャル 第20回記念!!オールスターが素人に挑戦!!傑作仮装大賞（1987年4月2日。青島幸男・所ジョージなどの当時の審査員をはじめとした芸能人が、過去『仮装大賞』で入賞した仮装に挑戦する。お馴染みの判定機はなく、プロデューサーが合否を判定した）
  - 欽ちゃんの仮装大賞 全部見せますPart2（1992年2月20日。1988年に『土曜スーパースペシャル』で放送されたシリーズの第2弾。この後『スーパースペシャル』枠で継続放送）
- カメラが捉えた!決定的瞬間
- 鳥人間コンテスト選手権大会（読売テレビ制作・第1回大会はびっくり日本新記録（日曜夜）内で放送したほか、現在は単発特番枠で放送）
- 全日本人文字コンテスト
- 全日本有線放送大賞（読売テレビ制作、毎年12月）
- NTVハプニング大賞（第2次90分枠時代の初回である1988年4月7日にも放送）
- タモリのいたずら大全集
- 史上最強クイズ番組決定戦 クイズ世界はSHOW by ショーバイ!!VSマジカル頭脳パワー!!（1993年5月20日、当時日本テレビの看板クイズ番組であった『クイズ世界はSHOW by ショーバイ!!』と『マジカル頭脳パワー!!』の合体企画。司会は『SHOW by ショーバイ!!』の逸見政孝・渡辺正行と、『マジカル』の板東英二・永井美奈子（当時日本テレビアナウンサー）。解答者は『SHOW by ショーバイ!!』から山城新伍・山瀬まみ・高田純次・川合俊一・きよ彦・蛭子能収、『マジカル』から所ジョージ・千堂あきほ・俵孝太郎・山咲千里・ヒロミ・間寛平。結果は『マジカル』が勝利し、『SHOW by ショーバイ!!』司会の逸見は、同年7月3日放送の『マジカル頭脳パワー!!』にゲスト解答者として出演した。なお『マジカル』は当番組終了後、木曜20時台の次番組となる）
- 今夜復活・紅白歌のベストテン（1994年3月31日、最終回〈19:00 - 21:24〉。かつての日本テレビの人気歌謡番組『NTV紅白歌のベストテン』の復活版。白組キャプテンは堺正章、紅組キャプテンは水前寺清子・今陽子・岡崎友紀の3名、総合司会は徳光和夫が務めた。なお、会場は本放送当時の渋谷公会堂ではなく後楽園ホールで行われた）

## BS日テレ版
| #  | 放送日         | アンコール放送               | 内容                                                                  |
| -- | -------------- | ---------------------------- | --------------------------------------------------------------------- |
| 1  | 2014年4月3日   | 2014年5月22日                | 船越英一郎の京都謎紀行                                                |
| 2  | 2014年4月17日  | -                            | 映画『マイケル・ジャクソン キング・オブ・ポップの素顔』               |
| 3  | 2014年4月24日  | 2014年6月12日                | 両陛下ご結婚55周年 皇后さまと歩まれた絆の旅路                         |
| 4  | 2014年5月29日  | 2014年6月26日                | ランキングミステリー 大江戸番付捜査網                                 |
| 5  | 2014年6月5日   | 2014年7月17日                | 「わざわざ行きたい！道の駅SP」路線バスで巡る初夏の富士山&人気の房総   |
| 6  | 2014年6月19日  | 2014年8月28日                | 映画『クイール』                                                      |
| 7  | 2014年7月3日   | 2014年7月24日                | 探訪！京都巡礼団〜結界に守られし都の秘密〜                            |
| 8  | 2014年7月10日  | 2014年9月18日                | ジョン・F・ケネディ その光と陰 〜暗殺の謎に迫る〜                     |
| 9  | 2014年7月31日  | 2014年10月2日                | ワンコとお出かけ！夏の伊豆&軽井沢癒し旅〜かわいいニャンコも大集合！〜 |
| 10 | 2014年8月21日  | 2014年10月23日               | 緊急潜入！誰も知らない巨大地下 東京                                   |
| 11 | 2014年9月11日  | 2015年1月22日                | 話芸の虎！極上漫才ゴールデンステージ                                  |
| 12 | 2014年9月25日  | 2014年11月13日 2015年7月23日 | 今すぐ行きたい！絶景 産業遺産                                         |
| 13 | 2014年10月9日  | 2014年11月20日               | 医療の今昔物語〜命を救う奇跡の闘い〜                                  |
| 14 | 2014年10月16日 | 2014年12月11日               | 村上弘明が行く！大江戸捕物帳の世界〜半七・平次の町・神田を探訪〜      |
| 15 | 2014年10月30日 | -                            | 偉人巡礼！歴旅銅像ツアー                                              |
| 16 | 2014年11月6日  | 2014年12月18日               | 皇后美智子さま 80歳 心の軌跡                                          |
| 17 | 2014年11月27日 | 2014年12月25日               | 夢・神秘・謎!!今そこにある宇宙                                        |
| 18 | 2014年12月4日  | 2015年1月29日                | 探訪！京都巡礼団2〜朝廷 vs 武家 権力者が信じた秘密の力〜              |
| 19 | 2015年1月8日   | 2015年2月19日                | 驚愕の奇跡！マジック革命軍団〜誰も知らないミステリーを目撃せよ〜      |
| 20 | 2015年1月15日  | 2015年4月23日                | 目撃！ニッポン24時                                                    |
| 21 | 2015年2月5日   | 2015年4月30日                | 世界の絶景 走り旅 in ハワイ・オアフ島                                 |
| 22 | 2015年2月12日  | -                            | 医療の今昔物語2〜命を救う奇跡の闘い〜                                 |
| 23 | 2015年2月26日  | -                            | 科学調査最前線！〜真実を照らしだす最新科学〜                          |
| 24 | 2015年3月5日   | -                            | 船越英一郎の昭和事件簿                                                |
| 25 | 2015年3月12日  | 2015年5月21日                | 武田鉄矢の思えば遠くへ来たもんだ〜北から南、そして被災地へ〜          |
| 26 | 2015年3月19日  | -                            | 映像新世紀〜最先端カメラが見た驚異の世界〜                            |
| 27 | 2015年4月16日  | -                            | ニッポン再発見の旅『五感で楽しむ“春の京都”』                          |
| 28 | 2015年5月7日   | -                            | アンジャッシュ渡部の「名店の予約が取れたので…」                       |
| 29 | 2015年6月18日  | -                            | 名湯トラベル2015〜草津・熱海・有馬、歴史の三大温泉をいく！〜          |
| 30 | 2015年6月25日  | -                            | オヤジ達の深夜特急〜中村雅俊が行くマレー鉄道2000kmの旅〜              |
| 31 | 2015年7月2日   | -                            | 沢村一樹の「特許〜人類が生んだ蜜と毒〜」                              |
| 32 | 2015年7月9日   | -                            | 探訪！京都巡礼団3〜家康の野望！京都を超える江戸の結界〜               |
| 33 | 2015年7月16日  | -                            | 5DAYS                                                                 |
| 34 | 2015年8月27日  | -                            | 巨大建築EXHIBITION                                                    |
| 35 | 2015年9月3日   | -                            | すぐに役立つ！錯覚ミステリー！                                        |
| 36 | 2015年9月10日  | -                            | 驚愕の奇跡！マジック革命軍団Ⅱ〜世界最強のミステリーを目撃せよ〜       |
| 37 | 2015年9月24日  | -                            | 話芸の虎2〜世界漫才遺産〜                                             |